# Такахаґі Йодзіро
Такахаґі Йодзіро (яп. 髙萩 洋次郎, нар. 12 серпня 1986, Фукусіма —) — японський футболіст, що грав на позиції півзахисника.

## Клубна кар'єра
Грав за команду Санфрече Хіросіма, Ехіме, Вестерн Сідней Вондерерз, Сеул.

## Виступи за збірну
Дебютував 2013 року в офіційних матчах у складі національної збірної Японії. У формі головної команди країни зіграв 2 матчі.

## Статистика
Статистика виступів у національній збірній.
| Збірна Японії | Збірна Японії | Збірна Японії |
| Роки          | Ігри          | голи          |
| ------------- | ------------- | ------------- |
| 2013          | 2             | 0             |
| Усього        | 2             | 0             |

## Титули і досягнення
- Чемпіон Японії: 2012, 2013
- Володар Суперкубка Японії: 2008, 2013, 2014
- Володар Кубка Південної Кореї: 2015
- Чемпіон Південної Кореї: 2016
- Володар Кубка Джей-ліги: 2020

Збірні
- Переможець Кубка Східної Азії: 2013